# East Falls Church
East Falls Church – stacja linii pomarańczowej i srebrnej metra waszyngtońskiego. Stacja znajduje się w Arlington w stanie Wirginia. Przystanek został otwarty 7 czerwca 1986, początkowo tylko na linii pomarańczowej; składy linii srebrnej docierają na niego od 26 lipca 2014 roku.